# 4 Times Square
O Condé Nast Building visto do Empire State Building.
Edifício Condé Nast (oficial 4 Times Square), é um dos arranha-céus mais altos do mundo, com 247 metros (809 ft). Edificado na cidade de Nova Iorque, Estados Unidos, foi concluído em 1999 com 48 andares.

## História
O Edifício Condé Nast é peça central da Midtown Manhattan preparado pelo Plano Diretor de Desenvolvimento 42nd Street Corporation, um consórcio público / privado criado para promover o reordenamento deste tradicional centro de Manhattan.
O gabinete torre tem duas orientações: a virada para a Broadway que assume o carácter de Times Square e o seu ativo e dinâmico ambiente, e, do lado enfrentam 42nd Street sobre o que leva mais sóbrio características do centro de Manhattan comunidade empresarial. O edifício alto reflete o principal sistema de apoio estrutural, e que exprime, em um estilo de alta tecnologia a localização do projeto, na intersecção da Broadway.
Em um artigo publicado no New York Times, Herbert Muschamp escreveu, "A personalização de forma a contexto é um dos pontos fortes dos edifícios projetados por Fox & Fowle. Isso fica bastante evidente, em um projeto que tenta relacionar o edifício para as luzes brilhantes da Broadway e da alvenaria nas proximidades de Bryant Park. É como uma peça de teatro urbano, com um aglomerado de néon na base e uma erupção de alta tecnologia hardware fora do topo. "
O Edifício Condé Nast é um edifício ecologicamente sustentável. Todos os sistemas de construção e de tecnologia foram avaliados quanto à sua incidência sobre saúde, sensibilidade ambiental, energética e de redução, tornando Four Times Square o primeiro projeto de seu tamanho para adotar normas para a conservação da energia,qualidade do ar interior ,sistemas de reciclagem, bem como a utilização sustentável dos processos. O edifício apresenta ambientalmente eficiente absorção de gás por refrigeradores e um estado de cortina e parede com excelente desempenho de sombreamento e isolantes. O sistema de entrega de ar fornece 50% mais do que o ar fresco da indústria, e uma rede de reciclagem que serve todo o edifício. Rigorosos procedimentos foram seguidos durante a construção, bem como no dia-a-dia do funcionamento do edifício, a fim de manter esses padrões. Um conjunto abrangente de diretrizes para os inquilino tem sido desenvolvida também.
Conde Nast Building abriga a NASDAQ como torre de instalação de rede. A NASDAQ também ocupa espaço da Broadway com grandes escritórios do outro lado da rua.
O edifício alto reflete o principal sistema de apoio estrutural, e que exprime, em um estilo de alta tecnologia a localização do projecto, na intersecção da Broadway e 42nd Street-"As Encruzilhadas do Mundo".

## Prêmios
O Condé Nast Building recebeu prêmios do Instituto Nacional Americano de Arquitetos e da AIA New York.

## Construção

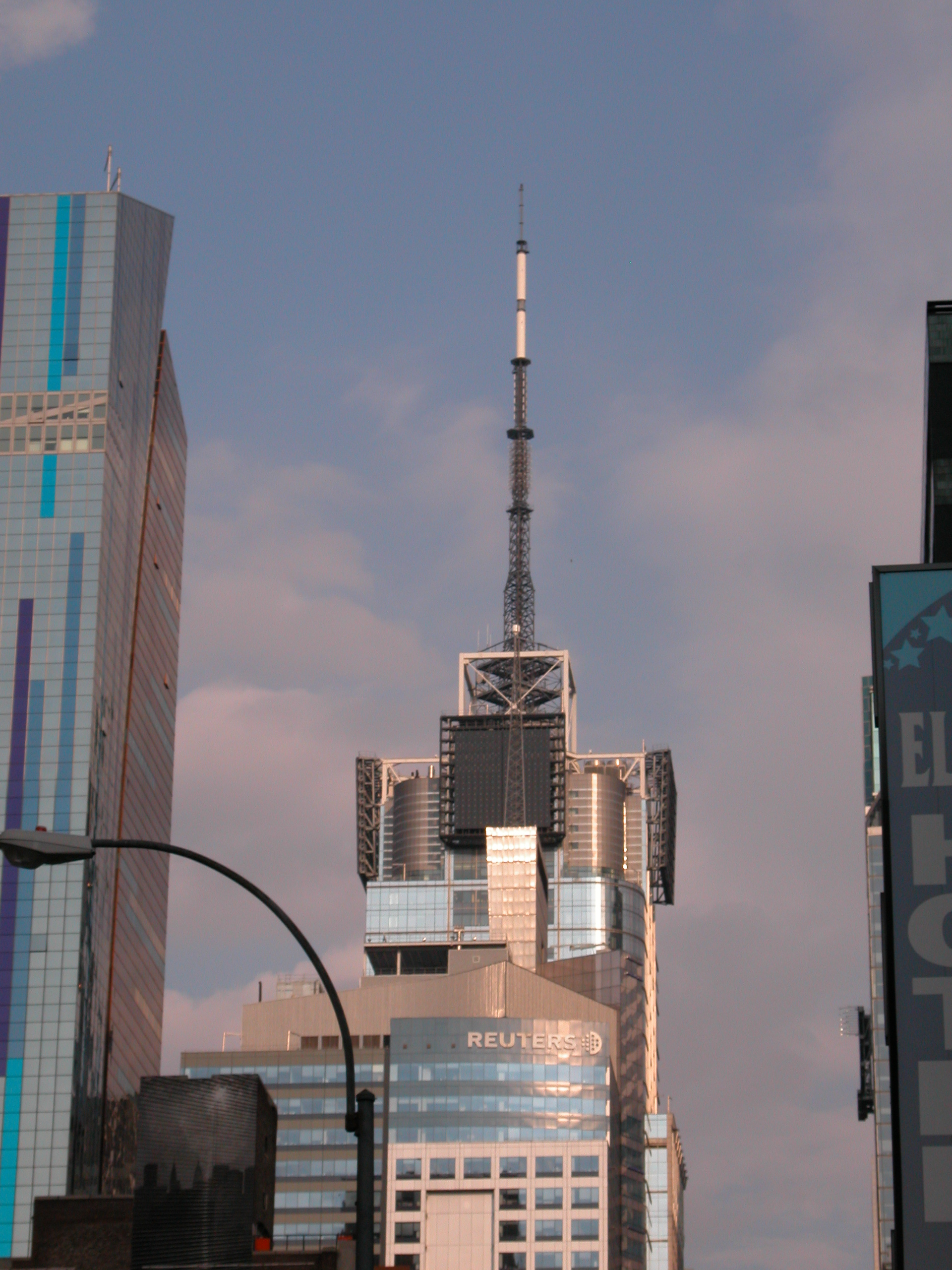
Condé Nast Building visto da 42th West Street

Foi construído pela Fox & Fowle e registrado como a primeira torre verde Nova Iorque. A torre Condé Nast precedeu a criação do sistema de medição de LEED (Leadership energética e ambiental na concepção: os progressos em termos de design da energia e do ambiente).
Tal como muitos prédios em Nova Iorque, Ele tem uma presença à escala humana, e tem uma presença separada que se faz sentir na skyline da cidade. A escala humana de representação do edifício é provavelmente a mais conhecida. Tem sido o cenário de muitos shows de televisão, produções, comerciais e visto ao redor do mundo graças, em parte, ao enorme LED. Os 120 pés de altura de wide screen na maioria das vezes exibe anúncios publicitários para a Nasdaq Stock Market, mas também é utilizado para a publicidade de outros produtos, para a publicidade e acrobacias. Abaixo da tela está a NASDAQ do estúdio de televisão que é utilizado para noticias de todo o mundo.
Depois, há a construção do lugar em Nova Iorque o skyline. Acima da frenética da Times Square, do edifício de vidro liso azul no eixo sobe gradualmente sereno, mais frias do ar. A fachada representa uma variedade de estilos que não dissolvem em cacofonia. Embora a construção não é em paz consigo próprio, está em harmonia com a paisagem circundante. É um reflexo do fato de que o que torna o Skyline Midtown a variedade de estilos representados. 4 Times Square apresenta o espectador com um lindo início de vidro bombeado a cada canto subindo para o céu. Do outro lado está uma das mais moderna interpretação do pós-moderno com uma outra rede dissociadas do resto do edifício e que parecia ser uma estrutura própria. As mudanças nos padrões de vidros e janela ajuda a criar a ilusão de que este edifício não é só o que reflete a cidade em torno dele, mas é uma cidade dentro de si mesmo. Alguns desses padrões são, na realidade, células solares sobre o sul e leste do lados do edifício.
Os leitores são referentes ao andaime no topo do edifício que é a sua característica mais proeminente para aqueles capazes de tirar os olhos longe do nível mais baixo estão os vídeo telas. Os níveis de cobertura deste edifício , cada equipamento mecânico é para apoiar os quatro andaimes, protuberantes uma em cada sentido, durante o resto do edifício. Estes são para a sinalização, e em uma das fotos para a esquerda você pode ver um dos andaimes que ostentam o "4 Times Square" o logotipo. Os proprietários do imóvel não são tímidos quanto deixar as pessoas saibam a 70 pés por 70 pés estão para alugar espaços para tudo, desde a publicidade para vídeo telas. Eles estimam que os sinais são vistos dois milhões de vezes por dia.
No centro desta questão é outra estrutura industrial - uma antena diretamente no céu. Esta foi acrescentado ao edifício após as Torres Gêmeas do World Trade Center terem sido destruídas por terroristas em 2001. Quando isso aconteceu, a maior parte dos sinais de televisão e de rádio em Nova Iorque foram perdidos. A maior parte das estações tinham backup transmissores, o Empire State Building, em Nova Jersey, ou sobre as pequenas ilhas que rodeiam Manhattan. Mas eles precisavam de uma habitação permanente, a fim de retomar o pleno poder de transmissão. 4 Times Square reforçado para a placa, em parte porque já era a residência de oito sinais FM. Infelizmente, outra razão é porque esta história simples 52-o mais alto edifício foi erguido na cidade de Nova Iorque em uma década. Muito antes da tragédia de 11 de setembro, Nova Iorque perdeu a sua paixão pelo céu raspagem edifícios, entregando o título americano durante a Chicago. No entanto, a maior cidade da nação precisava de um lar para a sua difusão estações, e este tornou-lo. Até 2003, um mastro foi erguido e as estações estavam de volta com o ar.

## Modificações
Durante 2002 e 2003, a antena de rádio já existentes, construídas para a Clear Channel Communications como um backup para o seu site transmissor quatro estações FM, foi retirado e substituído por um de 300 pés (91 m) mastro de apoio à televisão e rádio, que foram deslocadas pela destruição da World Trade Center. Incluindo a antena, sua altura é 1143 pés (348 m), tornando-se o terceiro mais alto estrutura na cidade de Nova Iorque, por trás do Empire State Building e o Bank of America Tower (Nova Iorque).
Os proprietários da torre Times Square disseram que sua construção tem um cabo com equipamentos de rádio concebido para ajudar os trabalhadores de emergência para melhor comunicar uns com os outros uma vez no interior - em especial nas zonas do edifício onde rádios têm tendência para largar sinais.
A instalação de um chamado sistema repetidor no edifício, a 52-story Condé Nast edifício em 4 Times Square, demorou cerca de um ano e meio e de custo inferior a US $ 30.0000, os donos disse.